# Jackie Jones
Jackie Jones est une femme politique britannique. En 2019 elle est élue députée européenne pour le Parti travailliste.